# Сєверо-Курильський міський округ
Сєверо-Курильський район (рос. Северо-Курильский район) — адміністративно-територіальна одиниця (район) та муніципальне утворення (муніципальний район) у складі Сахалінської області Російської Федерації.
Адміністративний центр — місто Сєверо-Курильськ.

## Географія
Знаходиться на північній частині Курил.
Сєверо-Курильський район прирівняний до районів Крайньої Півночі. На півдні через протоку Діани межує з Курильським районом, на півночі через Першу Курильську протоку — з Камчатським краєм.

## Історія
В 1875 — 1945 рр. територія перейшла до Японії. Район утворений 5 червня 1946 року в складі Южносахалінської області Хабаровського краю РРФСР. 2 січня 1947 року Южносахалінська область була ліквідована, її територія включена до складу Сахалінської області, яка була виведена зі складу Хабаровського краю.
Міський округ утворений 1 січня 2005 року. До 2012 р. основним найменуванням був Сєверо-Курильський район, після 2012 року --Курильський міський округ.

## Населення
| 1959   | 1970  | 1979  | 1989  | 2002  | 2009  | 2010  |
| ------ | ----- | ----- | ----- | ----- | ----- | ----- |
| 10 619 | ↘3888 | ↗4236 | ↗5420 | ↘2592 | ↘2389 | ↗2536 |
| 2011   | 2012  | 2013  | 2014  | 2015  | 2016  | 2017  |
| ↘2531  | ↗2634 | ↘2560 | ↘2487 | ↘2448 | ↗2501 | ↗2587 |
| 2018   | 2019  |       |       |       |       |       |
| ↘2507  | ↘2485 |       |       |       |       |       |